# رزک (نور)
رزک، روستایی است از توابع بخش چمستان شهرستان نور در استان مازندران ایران.

## جمعیت
این روستا در دهستان میان‌رود (نور) قرار دارد و براساس سرشماری مرکز آمار ایران در سال ۱۳۸۵، جمعیت آن ۲۶۳ نفر (۶۸خانوار) بوده‌است.
روستای رزک هم‌اکنون (سال ۱۳۹۲) دارای شش ۶ شهرک ویلایی است.